# عمرآقا (اردهان)
عمرآقا (به ترکی استانبولی: Ömerağa) یک منطقهٔ مسکونی در ترکیه است که در اردهان واقع شده‌است.